# Spodnji Log (Kočevje, Slovenija)
Spodnji Log je naselje u slovenskoj Općini Kočevju. Spodnji Log se nalazi u pokrajini Dolenjskoj i statističkoj regiji Jugoistočnoj Sloveniji. 

## Stanovništvo
Prema popisu stanovništva iz 2002. godine naselje je imalo 16 stanovnika.